# Hôtel de Ruffey
L’hôtel de Ruffey est un édifice situé dans la ville de Dijon, dans la Côte-d'Or en région Bourgogne-Franche-Comté.

## Histoire
Il fut construit en 1752.
Les façades et les toitures du bâtiment central, les ailes en retour de la façade, le portail sur la rue sont inscrites au titre des monuments historiques par arrêté du 19 décembre 1944.